# Середньотоновий стрій
Середньотоновий стрій — (також «терцовий стрій») музичний стрій що використовувався у ранньому бароко.
З приходом Ренесансу змінилось ставлення до великої терції. До цього, упродовж майже всього середньовіччя терція вважалася дисонансом, однак пізніше починає розглядатися як один з основних консонантних інтервалів.
Уперше цей стрій описав 1523 року Прокуетро Аарон у праці «Toscanello de la Musica». Він писав, що великі терції треба настроювати співзвучно й чисто, наскільки це можливо. Пізніші теоретики описали цей спосіб настроювання за допомогою математичних відношень.

## Теоретична основа
Загальна ідея строю — побудова за допомогою чистих великих терцій.
Відомо, що піфагорейська терція будується шляхом підвищення тону на чотири квінти та зниження на дві октави, що майже дорівнює натуральній терції 5/4
{\displaystyle {(3/2)^{4} \over 4}={81/16 \over 4}={81 \over 64}\approx {5 \over 4}={5\times 16 \over 4\times 16}={80 \over 64},}
Спробуємо обчислити середньотонову квінту, припускаючи, що натуральна терція також еквівалентна чотирьом квінтам
{\displaystyle x^{4}/2^{2}=5/4}
тобто
{\displaystyle x^{4}=5\ }
Відповідно квінта дорівнює:
{\displaystyle x={\sqrt[{4}]{5}}\,}
а повний тон дорівнює
{\displaystyle {x^{2} \over 2}={{\sqrt {5}} \over 2}}
Піфагорейська квінта співвідноситься з середньотоновою як
{\displaystyle {3 \over 2}\times {1 \over {\sqrt[{4}]{5}}}={3 \over 2\times {\sqrt[{4}]{5}}}={{\sqrt[{4}]{81}} \over {\sqrt[{4}]{16}}\times {\sqrt[{4}]{5}}}={{\sqrt[{4}]{81}} \over {\sqrt[{4}]{80}}}}
Це відповідає 1/4 дідімової комми

## Побудова
Основний тон: C, початок побудови Es і далі по квінтовому колу
Побудову звукоряду можна виконати так само, як і в Піфагорійському строї, тільки взявши як основу не чисту квінту, а середньотонову, яка має співвідношення частот:
{\displaystyle {\frac {3}{2}}:\left({\frac {81}{80}}\right)^{0{,}25}}.
| Позначення ноти | Відношення частоти до тоніки                                                                                |
| --------------- | --- |
| Es              | {\displaystyle {\frac {8}{27}}\cdot \left({\frac {81}{80}}\right)^{0{,}75}\cdot 4}                          |
| B               | {\displaystyle {\frac {4}{9}}\cdot \left({\frac {81}{80}}\right)^{0{,}5}\cdot 4}                            |
| F               | {\displaystyle {\frac {2}{3}}\cdot \left({\frac {81}{80}}\right)^{0{,}25}\cdot 2}                           |
| C               | {\displaystyle {\frac {1}{1}}=1}                                                                            |
| G               | {\displaystyle {\frac {3}{2}}:\left({\frac {81}{80}}\right)^{0{,}25}}                                       |
| D               | {\displaystyle {\frac {9}{4}}:\left({\frac {81}{80}}\right)^{0{,}5}\cdot {\frac {1}{2}}}                    |
| A               | {\displaystyle {\frac {27}{8}}:\left({\frac {81}{80}}\right)^{0{,}75}\cdot {\frac {1}{2}}}                  |
| E               | {\displaystyle {\frac {81}{16}}:{\frac {81}{80}}\cdot {\frac {1}{4}}={\frac {5}{4}}}                        |
| H               | {\displaystyle {\frac {243}{32}}:\left({\frac {81}{80}}\right)^{1{,}25}\cdot {\frac {1}{4}}}                |
| Fis             | {\displaystyle {\frac {729}{64}}:\left({\frac {81}{80}}\right)^{1{,}5}\cdot {\frac {1}{8}}}                 |
| Cis             | {\displaystyle {\frac {2187}{128}}:\left({\frac {81}{80}}\right)^{1{,}75}\cdot {\frac {1}{16}}}             |
| Gis             | {\displaystyle {\frac {6561}{256}}:\left({\frac {81}{80}}\right)^{2}\cdot {\frac {1}{16}}={\frac {25}{16}}} |

Таким чином можна отримати такі інтервали:
- Вісім чистих великих терцій: Es-G, B-D, F-A, C-E, G-H, D-Fis, A-Cis, E-Gis
- 11 середньотонових квінт: Es-B, B-F, F-C, C-G, G-D, D-A, A-E, E-H, H-Fis, Fis-Cis, Cis-Gis
- Одну збільшену вовчу квінту: Gis-Es зі співвідношенням частот

{\displaystyle 2\cdot {\frac {32}{27}}\cdot \left({\frac {81}{80}}\right)^{0{,}75}\cdot {\frac {16}{25}}={\frac {1024}{675}}\cdot \left({\frac {81}{80}}\right)^{0{,}75}\approx {\frac {3{,}0625}{2}}\approx 737{,}64\,\mathrm {Cent} }
- Чотири дещо завищених великих терцій (зменшення кварти): H-Es, Fis-B, Cis-F, Gis-C

{\displaystyle {\frac {32}{25}}\approx 427{,}37\,\mathrm {Cent} }
Наявність завищених терцій пов'язано з наявністю малого дієза, тобто з нерівністю трьох великих терцій однієї октави.